# Нерелигиозност
Нерелигиозност, понекад ирелигиозност, представља одсуство, равнодушност, одбацивање или непријатељство према религији.
Када се карактерише као одбацивање религијских увјерења, обухвата атеизам, агностицизам, деизам, религијски дисиденство и секуларни хуманизам. Када се карактерише као одсуство религијских увјерења, може се укључити у „духовност, али не и религиозност”, пандеизам, игностицизам, нетеизам, пантеизам, панентеизам и слободоумље. Када се карактерише као равнодушност према религији, позната је као апатеизам. Када се карактерише као непријатељство према религији, обухвата антитеизам, антирелигија и мизотеизам.
Ирелигиозност може укључивати неке облике теизма, у зависности од контекста у коме је дефинисана; нпр. у Европи током 18. вијека оличење ирелигиозности био је деизам. Према пројекцији Пју рисерч центра, нерелигиозност, иако привремено повећана, на крају 2050. године ће значајно опасти због ниже репродуктивне стопе и старења.

## Људска права
Комитет Организације уједињених нација за људска права је 1993. године објавио да 18. члан Међународног пакта о грађанским и политичким правима „штити теистичка, нетеистичка и атеистичка вјеровања, као и право да не исповједа никаква вјера или увјерење”. Комитет је даље навео да „слобода имати или усвојити вјеру или вјеровање нужно подразумјева слободу избора вјере или увјерења, укључујући и право да замјени тренутну вјеру и увјерење са другим или да усвоји атеистичке погледе”. Потписницима конвенције је забрањена „употреба претње физичком силом или кривичним санкцијама како би присилили вјернике или невјернике” да се одрекну својих увјерења или да их промјене.